# Robert Vernon (mecenas)
Robert Vernon (1774-1849) fue un contratista y empresario inglés, conocido como un patron del artes. 

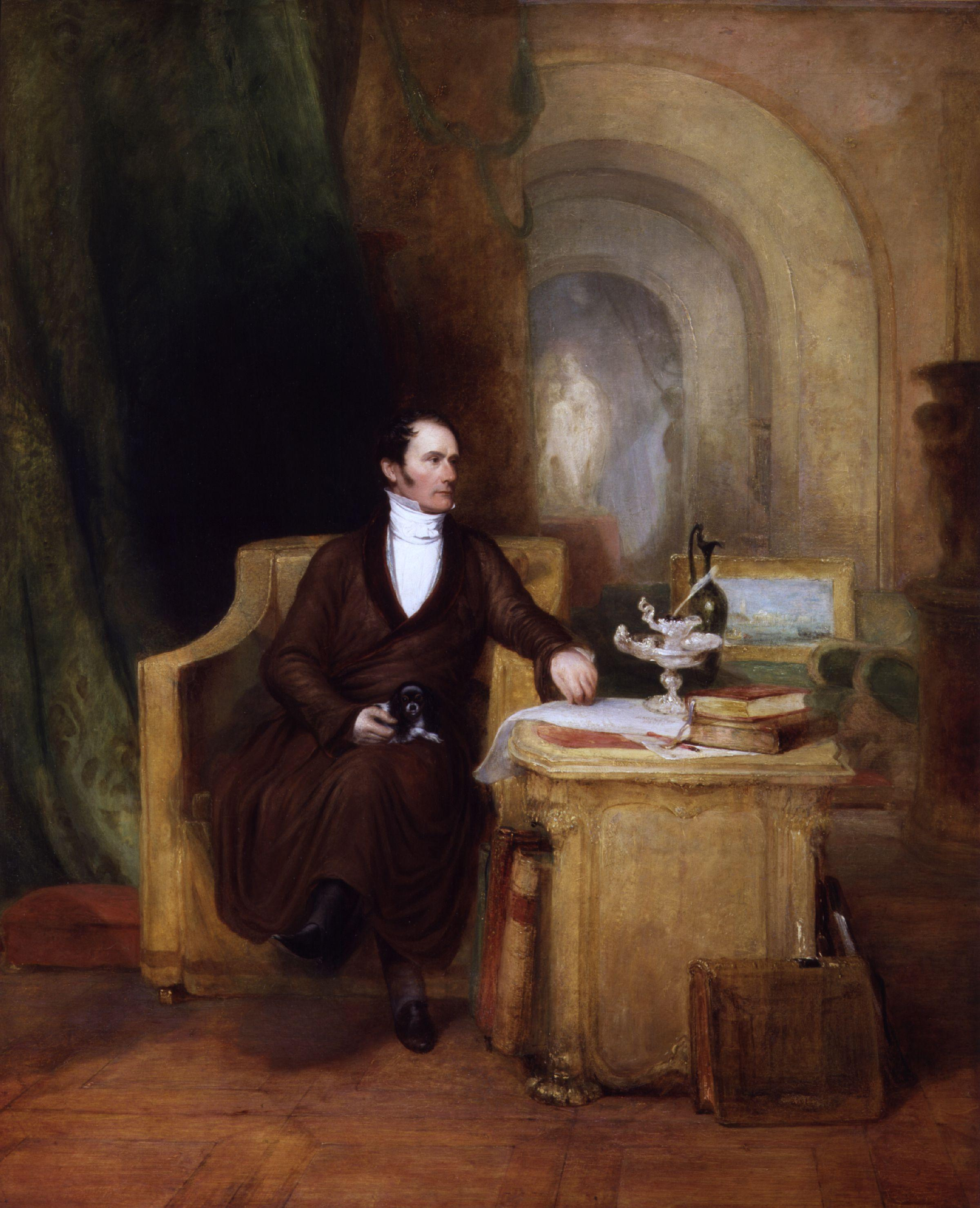
Robert Vernon, 1848 retrato de Henry Collen y George Jones

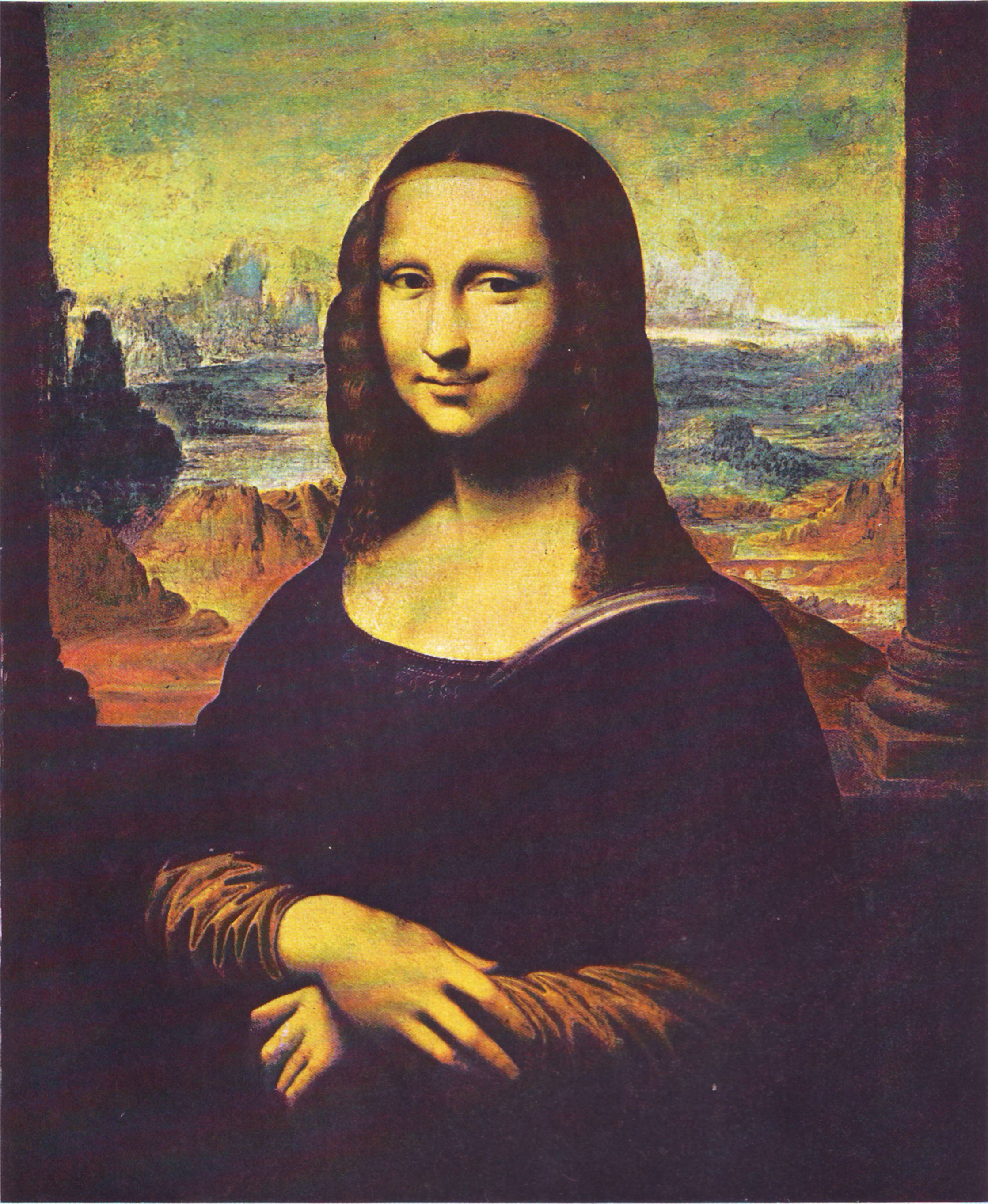
Copia de Mona Lisa, que había en la collecion Vernon

## Historia
Vernon era un hombre hecho a sí mismo, un jefe de trabajo, contratista de publicaciones y comerciante de caballos en Londres en gran medida.El alamsoa fortuna como contratista para el suministro de caballos a los ejércitos británicos durante las guerras napoleónicas.
Entre 1820 y 1847, Vernon recopiló unas 200 imágenes de artistas británicos vivos, y algunas de otros pintores europeos. El 22 de diciembre de 1847 presentó una selección de 157 imágenes de su colección a la nación. Esta colección se alojó al principio en Marlborough House; Fue trasladado al Museo South Kensington, y en 1876 a la Galería Nacional en Trafalgar Square. Posteriormente se dividió entre la Galería Nacional y la Galería Tate. También tenía la intención de dar dinero en su testamento para apoyar el arte y los artistas. En el caso de que Leicester Viney Smith heredara de Vernon, que no estaba casado, cambió su apellido para hacerlo.
Vernon era miembro de la Sociedad de Anticuarios. Murió en su casa en Pall Mall, Londres, el 22 de mayo de 1849, y fue enterrado en Ardington, Berkshire, donde era propietario.